# Giuliano Cesarini (1491-1566)

Stemma Cesarini

Giuliano I Cesarini, I marchese di Civitanova (Roma, 1491 – Roma, 18 giugno 1566), è stato un nobile italiano, ricordato per aver acquistato numerosi feudi fra cui quelli di Civitanova Marche, Genzano, Ardea e Civita Lavinia.

## Biografia
Apparteneva a una famiglia aristocratica romana i cui membri più importanti erano stati due cardinali chiamati entrambi Giuliano, l'uno, vissuto nel secolo precedente, l'altro ancora vivente alla nascita del nostro. Unico figlio maschio di Giangiorgio Cesarini e di Marzia Sforza di Santa Fiora, ereditò un cospicuo patrimonio alla morte del padre (1542). Negli anni trenta ottenne la carica di gonfaloniere del popolo romano, che era stata ricoperta anche da suo padre a partire dal 1499. Definito dal Galieti «uomo superbo e violentissimo», il 14 marzo 1534 Giuliano Cesarini assalì sulla pubblica strada, e ferì gravemente troncandogli una mano con la spada, il governatore di Roma monsignor Magalotti, reo di voler far rispettare la legge che proibiva il porto d'armi a tutti i sudditi, aristocratici compresi. Giuliano Cesarini non subì alcuna punizione perché protetto dall'imperatore Carlo V. Come gonfaloniere, ovvero ambasciatore del popolo romano, Giuliano Cesarini fu uno di coloro che accompagnarono Carlo V nel corso dell'incoronazione a Bologna (24 febbraio 1534) e sarà colui che lo accolse con tutti gli onori il 4 aprile 1536 nell'ingresso a Roma. Il Cesarini fu poi al servizio di Carlo V, alla guida di 4000 uomini in territorio piemontese nel 1536, durante la guerra con la Francia, e per ricompensa Carlo V gli concesse alcuni feudi nell'Italia meridionale e negli Abruzzi.
Giuliano Cesarini ebbe numerosi benefici anche dai papi: papa Clemente VII col Motu proprio «Nobilem Familiam Cesarinam» (23 maggio 1530) assegnò la carica di gonfaloniere in perpetuo ai Cesarini maschi; papa Giulio III, oltre ad avergli assegnato perpetua franchigia da qualsiasi gabella, trasmissibile anche ai discendenti, lo creò Governatore di Orvieto nel 1550 e gli concesse i feudi di Civitanova Marche nel 1551 e di Montecosaro nel 1552. Il 27 maggio 1531 Giuliano Cesarini sposò Giulia Colonna, figlia di Prospero Colonna, dalla quale ebbe il figlio Giovan Giorgio (1549-1585), il primo a istituire una primogenitura nella famiglia Cesarini. Nel 1564 Giuliano Cesarini acquistò Civita Lavinia e Ardea da Marcantonio Colonna e il castello di Genzano da Fabrizio Massimi. Morì il 18 giugno 1566.
Gli succedette il figlio Giovan Giorgio Cesarini.

## Ascendenza
|                                               |                                           |                                                       | Genitori                                        |  |  | Nonni |  |  | Bisnonni                     |  |  | Trisnonni                              |  |
|                                               |                                           |                                                       |                                                 |  |  |       |  |  | Orso Cesarini, nobile romano |  |  | Andreozzo de' Montanari, nobile romano |  |
|                                               |                                           |                                                       |                                                 |  |  |       |  |  | Orso Cesarini, nobile romano |  |  | Andreozzo de' Montanari, nobile romano |  |
|                                               |                                           | Paolotia Rustici                                      |                                                 |  |  |       |  |  | Orso Cesarini, nobile romano |  |  |                                        |  |
| Gabriele Cesarini, nobile romano              |                                           |                                                       |                                                 |  |  |       |  |  | Orso Cesarini, nobile romano |  |  |                                        |  |
|                                               |                                           | Semidea Brancaleoni                                   | Giovanni Andrea Brancaleoni                     |  |  |       |  |  |                              |  |  |                                        |  |
|                                               |                                           | Semidea Brancaleoni                                   | Giovanni Andrea Brancaleoni                     |  |  |       |  |  |                              |  |  |                                        |  |
|                                               |                                           | Semidea Brancaleoni                                   | …                                               |  |  |       |  |  |                              |  |  |                                        |  |
| Giovan Giorgio Cesarini, nobile romano        |                                           | Semidea Brancaleoni                                   |                                                 |  |  |       |  |  |                              |  |  |                                        |  |
|                                               |                                           | Gianandrea Colonna                                    | Antonio Colonna, signore di Riofreddo           |  |  |       |  |  |                              |  |  |                                        |  |
|                                               |                                           | Gianandrea Colonna                                    | Antonio Colonna, signore di Riofreddo           |  |  |       |  |  |                              |  |  |                                        |  |
|                                               |                                           | Gianandrea Colonna                                    | …                                               |  |  |       |  |  |                              |  |  |                                        |  |
| Giulia "Godina" Colonna, nobile romana        |                                           | Gianandrea Colonna                                    |                                                 |  |  |       |  |  |                              |  |  |                                        |  |
|                                               |                                           | Ambrosina Astalli                                     | Pietro Astalli                                  |  |  |       |  |  |                              |  |  |                                        |  |
|                                               |                                           | Ambrosina Astalli                                     | Pietro Astalli                                  |  |  |       |  |  |                              |  |  |                                        |  |
|                                               |                                           | Ambrosina Astalli                                     | …                                               |  |  |       |  |  |                              |  |  |                                        |  |
| Giuliano I Cesarini, I marchese di Civitanova |                                           | Ambrosina Astalli                                     |                                                 |  |  |       |  |  |                              |  |  |                                        |  |
|                                               | Bosio I Sforza, VIII conte di Santa Fiora | Jacopo "Muzio" Attendolo "Sforza", conte di Cotignola |                                                 |  |  |       |  |  |                              |  |  |                                        |  |
|                                               | Bosio I Sforza, VIII conte di Santa Fiora | Jacopo "Muzio" Attendolo "Sforza", conte di Cotignola |                                                 |  |  |       |  |  |                              |  |  |                                        |  |
|                                               | Bosio I Sforza, VIII conte di Santa Fiora | Antonia Salimbeni                                     |                                                 |  |  |       |  |  |                              |  |  |                                        |  |
| Guido II Sforza, IX conte di Santa Fiora      | Bosio I Sforza, VIII conte di Santa Fiora |                                                       |                                                 |  |  |       |  |  |                              |  |  |                                        |  |
|                                               |                                           | Cecilia Aldobrandeschi, VII contessa di Santa Fiora   | Guido I Aldobrandeschi, VI conte di Santa Fiora |  |  |       |  |  |                              |  |  |                                        |  |
|                                               |                                           | Cecilia Aldobrandeschi, VII contessa di Santa Fiora   | Guido I Aldobrandeschi, VI conte di Santa Fiora |  |  |       |  |  |                              |  |  |                                        |  |
|                                               |                                           | Cecilia Aldobrandeschi, VII contessa di Santa Fiora   | Elisabetta Salimbeni                            |  |  |       |  |  |                              |  |  |                                        |  |
| Marzia Sforza di Santa Fiora                  |                                           | Cecilia Aldobrandeschi, VII contessa di Santa Fiora   |                                                 |  |  |       |  |  |                              |  |  |                                        |  |
|                                               |                                           | Angelo Farnese                                        | Ranuccio Farnese il Vecchio                     |  |  |       |  |  |                              |  |  |                                        |  |
|                                               |                                           | Angelo Farnese                                        | Ranuccio Farnese il Vecchio                     |  |  |       |  |  |                              |  |  |                                        |  |
|                                               |                                           | Angelo Farnese                                        | Agnese Monaldeschi della Cervara                |  |  |       |  |  |                              |  |  |                                        |  |
| Francesca Farnese                             |                                           | Angelo Farnese                                        |                                                 |  |  |       |  |  |                              |  |  |                                        |  |
|                                               |                                           | Costanza Malatesta                                    | Galeotto Roberto Malatesta, signore di Rimini   |  |  |       |  |  |                              |  |  |                                        |  |
|                                               |                                           | Costanza Malatesta                                    | Galeotto Roberto Malatesta, signore di Rimini   |  |  |       |  |  |                              |  |  |                                        |  |
|                                               |                                           | Costanza Malatesta                                    | Margherita d'Este                               |  |  |       |  |  |                              |  |  |                                        |  |
|                                               |                                           | Costanza Malatesta                                    |                                                 |  |  |       |  |  |                              |  |  |                                        |  |